# Jaworzynka Bielska
Jaworzynka Bielska (niem. Beler Ahornberg, słow. Javorinka, węg. Bélai-Jávor-hegy, 1266 m) – reglowe wzniesienie w słowackich Tatrach Bielskich, przez miejscową ludność nazywane po prostu Jaworzynką. Drugi człon nazwy dodano później, dla odróżnienia od innych Jaworzynek. W Tatrach jest bowiem wiele miejsc zwanych Jaworzynką. Nazwy te pochodzą od rosnących na nich dawniej jaworów, obecnie jednak w niektórych z tych miejsc rośnie wtórny, zmieniony w wyniku działalności człowieka las świerkowy. Wcześniejsze pomiary określały wysokość szczytu na 1259 lub 1260 m.
Jaworzynka Bielska stanowi zakończenie długiej północnej grani opadającej od wschodniego wierzchołka Zadnich Jatek, od górnej części tej grani oddzielona jest Przełęczą pod Koszarzyskiem (1140 m). Opadający do Doliny Zdziarskiej grzbiet Jaworzynki Bielskiej oddziela dolinę Jaworzynkę Bielską (po zachodniej stronie grzbietu) od Doliny pod Koszary (po wschodniej stronie grzbietu). Znajduje się na obszarze ochrony ścisłej TANAP-u i nie ma tutaj szlaków turystycznych. Jaworzynka Bielska jest całkowicie porośnięta lasem, w jednym tylko miejscu – kilkadziesiąt metrów na północny wschód od szczytu znajduje się wychodnia o wysokości około 20 m. Rozwija się na niej porost wzorzec geograficzny, co wskazuje, że nie jest to skała wapienna, lecz krzemianowa.
W masywie Jaworzynki jest tylko jedna ścieżka. Prowadzi z Przełęczy pod Koszarzyskiem na północny wschód, omijając szczyt Jaworzynki. Poruszanie się na Jaworzynce poza ścieżkami nie sprawia jednak problemów. W dolnej części masywu są drogi leśne do zwózki drzewa. W 2004 r. znaczne połacie lasu Jaworzynki zostały powalone przez wiatr.